# Åsvalla
Åsvalla är ett föreningshus i Lojo i Nyland. Huset som stod färdigt den 10 september 1911 ägs av Svenska föreningen i Lojo r.f. och kan hyras för evenemang. Tomten skänktes 1907 av domare Walter Ahlqvist med maka Ingrid. Ritningar till byggnaden som företräder jugendstil gjordes av ordförande Naemi Olin. En av de mest framstående detaljerna i husets fasad är brädor som representerar soluppgången. Åsvalla är upptagen i Lojo stads inventeringslista över byggda kulturarv.
Huset Åsvalla står delvis i två våningar och inne i huset finns balsal med scen, köket, vaktmästarens bostad och entrén. Huset omges av en stor trädgård med ett litet skjul i den östra delen.